# Milan Lucic
Milan Lucic (ur. 7 czerwca 1988 w Vancouver) – kanadyjski hokeista serbskiego pochodzenia występujący na pozycji lewoskrzydłowego w Edmonton Oilers z National Hockey League (NHL). 

## Kariera
Milan Lucic został wybrany przez drużynę Boston Bruins z 50. numerem w drugiej rundzie NHL Entry Draft 2006. W sierpniu 2007 strony uzgodniły warunki pierwszego kontraktu Lucica w NHL.
Po ośmiu sezonach spędzonych w Bostonie, z jeszcze rokiem do zakończenia kontraktu, w czerwcu 2015 roku został oddany do Los Angeles Kings w zamian za Martina Jonesa, Colina Millera i 13. numer w NHL Entry Draft 2015. Po sezonie stał się wolnym agentem i podpisał 7-letni, wart 42 mln USD kontrakt z Edmonton Oilers.

## Statystyki

### Sezon zasadniczy i play-off
| 2004–05     | Coquitlam Express | BCHL        | 50  | 9   | 14  | 23  | 101 | —   | —  | —  | —  | —   |
| 2004–05     | Vancouver Giants  | WHL         | 1   | 0   | 0   | 0   | 2   | 2   | 0  | 0  | 0  | 0   |
| 2005–06     | Vancouver Giants  | WHL         | 62  | 9   | 10  | 19  | 149 | 18  | 3  | 4  | 7  | 23  |
| 2006–07     | Vancouver Giants  | WHL         | 70  | 30  | 38  | 68  | 147 | 22  | 7  | 12 | 19 | 26  |
| 2007–08     | Boston Bruins     | NHL         | 77  | 8   | 19  | 27  | 89  | 7   | 2  | 0  | 2  | 4   |
| 2008–09     | Boston Bruins     | NHL         | 72  | 17  | 25  | 42  | 136 | 10  | 3  | 6  | 9  | 43  |
| 2009–10     | Boston Bruins     | NHL         | 50  | 9   | 11  | 20  | 44  | 13  | 5  | 4  | 9  | 19  |
| 2010–11     | Boston Bruins     | NHL         | 79  | 30  | 32  | 62  | 121 | 25  | 5  | 7  | 12 | 63  |
| 2011–12     | Boston Bruins     | NHL         | 81  | 26  | 35  | 61  | 135 | 7   | 0  | 3  | 3  | 8   |
| 2012–13     | Boston Bruins     | NHL         | 46  | 7   | 20  | 27  | 75  | 22  | 7  | 12 | 19 | 14  |
| 2013–14     | Boston Bruins     | NHL         | 80  | 24  | 35  | 59  | 91  | 12  | 4  | 3  | 7  | 4   |
| 2014–15     | Boston Bruins     | NHL         | 81  | 18  | 26  | 44  | 81  | —   | —  | —  | —  | —   |
| 2015–16     | Los Angeles Kings | NHL         | 81  | 20  | 35  | 55  | 79  | 5   | 0  | 3  | 3  | 4   |
| 2016–17     | Edmonton Oilers   | NHL         | 82  | 23  | 27  | 50  | 50  | 13  | 2  | 4  | 6  | 20  |
| 2017–18     | Edmonton Oilers   | NHL         | 82  | 10  | 24  | 34  | 80  | —   | —  | —  | —  | —   |
| NHL łącznie | NHL łącznie       | NHL łącznie | 811 | 192 | 289 | 481 | 981 | 114 | 28 | 42 | 70 | 179 |

### Międzynarodowe
| Rok                | Drużyna            | Turniej            | Wynik              | M | G | A | Pkt | Min |
| ------------------ | ------------------ | ------------------ | ------------------ | - | - | - | --- | --- |
| 2007               | Kanada             | SS                 | 1st                | 8 | 0 | 3 | 3   | 16  |
| Juniorskie łącznie | Juniorskie łącznie | Juniorskie łącznie | Juniorskie łącznie | 8 | 0 | 3 | 3   | 16  |

## Nagrody

### Major junior
| Nagroda                             | Rok  |
| ----------------------------------- | ---- |
| Ed Chynoweth Cup (Vancouver Giants) | 2006 |
| Memorial Cup (Vancouver Giants)     | 2007 |
| Stafford Smythe Memorial Trophy     | 2007 |
| Memorial Cup All-Star Team          | 2007 |

### NHL
| Nagroda             | Rok         |
| ------------------- | ----------- |
| NHL YoungStars Game | 2008, 2009* |
| Puchar Stanleya     | 2011        |

*Nie grał z powodu kontuzji